# Sanuki (Kagawa)

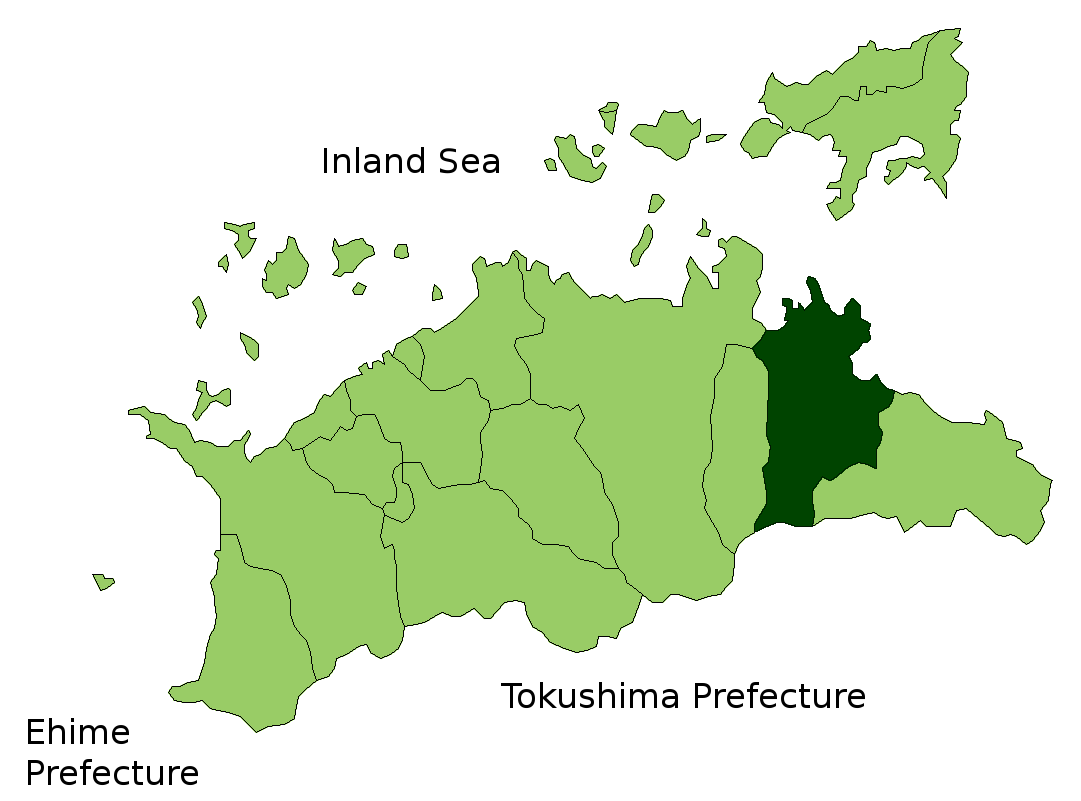
Poloha města Sanuki na mapě prefektury Kagawa

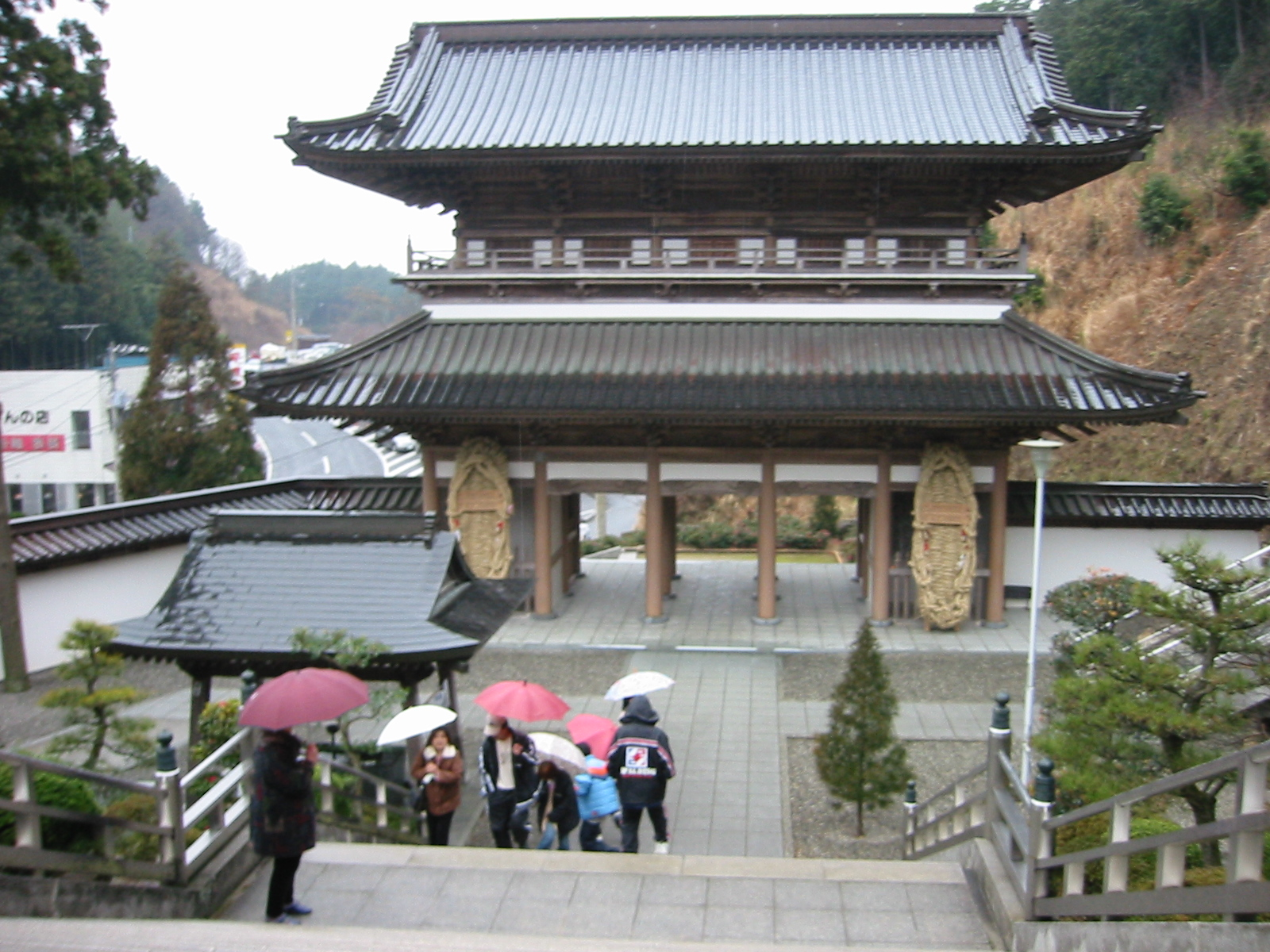
Ókubodži

Sanuki (japonsky: さぬき市; Sanuki-ši) je japonské město ležící v prefektuře Kagawa.
Město Sanuki vzniklo 1. dubna 2002 sloučením menších měst Cuda (津田町, Cuda-čó), Ókawa (大川町, Ókawa-čó), Šido (志度町, Šido-čó), Sankawa (寒川町, Sankawa-čó) a Nagao (長尾町, Nagao-čó) z okresu Ókawa.
K 1. září 2007 mělo 54 915 obyvatel a celkovou rozlohu 158,88 km².
Ve městě se nacházejí tři buddhistické chrámy Šidodži, Nagaodži a Ókubodži, které patří mezi poutní „okruh“ 88 chrámů Kóbó Daišiho. Do Vnitřního moře v něm ústí řeka Kabegawa (鴨部川).
Sanuki patří mezi malou skupinu japonských měst, jejichž název se zapisuje pomocí hiragany a nikoliv pomocí kandži.